# Dominique Kimpinde Amando
Dominique Kimpinde Amando (* 14. August 1933 in Kampinda; † 22. Januar 2017) war Altbischof von Kalemie-Kirungu.

## Leben
Dominique Kimpinde Amando empfing am 29. Juni 1962 die Priesterweihe und wurde in den Klerus des Bistums Baudouinville inkardiniert. Johannes Paul II. ernannte ihn am 28. März 1980 zum Bischof von Kilwa-Kasenga. 
Die Bischofsweihe spendete ihm der Papst persönlich am 4. Mai desselben Jahres; Mitkonsekratoren waren Agnelo Kardinal Rossi, Kardinaldekan und Kardinalpräfekt der Güterverwaltung des Apostolischen Stuhls, und Joseph-Albert Kardinal Malula, Erzbischof von Kinshasa.
Am 31. März 1989 wurde er zum Bischof von Kalemie-Kirungu ernannt. Am 15. September 2010 nahm Benedikt XVI. seinen altersbedingten Rücktritt an.